# Список астероїдів (15701—15800)
| Назва                              | Тимчасове позначення | Дата відкриття    | Місце відкриття                         | Відкривач                                       |
| ---------------------------------- | -------------------- | ----------------- | --------------------------------------- | ----------------------------------------------- |
| (15701) 1987 RG1                   | 1987 RG1             | 13 вересня 1987   | Обсерваторія Ла-Сілья                   | Анрі Дебеонь                                    |
| 15702 Olegkotov                    | 1987 RN3             | 2 вересня 1987    | КрАО                                    | Людмила Черних                                  |
| (15703) 1987 SU1                   | 1987 SU1             | 21 вересня 1987   | Станція Андерсон-Меса                   | Едвард Бовелл                                   |
| (15704) 1987 SE7                   | 1987 SE7             | 20 вересня 1987   | Паломарська обсерваторія                | Джеффрі Алу, Е. Гелін                           |
| 15705 Hautot                       | 1988 AH5             | 14 січня 1988     | Обсерваторія Ла-Сілья                   | Анрі Дебеонь                                    |
| (15706) 1988 CE2                   | 1988 CE2             | 11 лютого 1988    | Обсерваторія Ла-Сілья                   | Ерік Вальтер Ельст                              |
| (15707) 1988 RN4                   | 1988 RN4             | 1 вересня 1988    | Обсерваторія Ла-Сілья                   | Анрі Дебеонь                                    |
| (15708) 1988 RB12                  | 1988 RB12            | 14 вересня 1988   | Обсерваторія Серро Тололо               | Ш. Дж. Бас                                      |
| (15709) 1988 XH1                   | 1988 XH1             | 7 грудня 1988     | Обсерваторія Кушіро                     | Сейджі Уеда, Хіроші Канеда                      |
| 15710 Беклін (Bocklin)             | 1989 AV6             | 11 січня 1989     | Обсерваторія Карла Шварцшильда          | Ф. Бернґен                                      |
| (15711) 1989 GZ1                   | 1989 GZ1             | 3 квітня 1989     | Обсерваторія Ла-Сілья                   | Ерік Вальтер Ельст                              |
| (15712) 1989 RN2                   | 1989 RN2             | 1 вересня 1989    | Університетська обсерваторія Маунт-Джон | Алан Ґілмор, Памела Кілмартін                   |
| (15713) 1989 SM4                   | 1989 SM4             | 26 вересня 1989   | Обсерваторія Ла-Сілья                   | Ерік Вальтер Ельст                              |
| (15714) 1989 TL15                  | 1989 TL15            | 3 жовтня 1989     | Обсерваторія Ла-Сілья                   | Анрі Дебеонь                                    |
| (15715) 1989 UN1                   | 1989 UN1             | 28 жовтня 1989    | Обсерваторія Кані                       | Йосікане Мідзуно, Тошімата Фурута               |
| 15716 Нарахара (Narahara)          | 1989 WY1             | 29 листопада 1989 | Обсерваторія Кітамі                     | Ацусі Такагасі, Кадзуро Ватанабе                |
| (15717) 1990 BL1                   | 1990 BL1             | 21 січня 1990     | Паломарська обсерваторія                | Е. Гелін                                        |
| (15718) 1990 BB2                   | 1990 BB2             | 30 січня 1990     | Обсерваторія Кушіро                     | Масанорі Мацумаяма, Кадзуро Ватанабе            |
| (15719) 1990 CF                    | 1990 CF              | 1 лютого 1990     | Обсерваторія Дінік                      | Ацуші Суґіе                                     |
| (15720) 1990 EN1                   | 1990 EN1             | 2 березня 1990    | Обсерваторія Ла-Сілья                   | Ерік Вальтер Ельст                              |
| (15721) 1990 OV                    | 1990 OV              | 19 липня 1990     | Паломарська обсерваторія                | Е. Гелін                                        |
| (15722) 1990 QV2                   | 1990 QV2             | 24 серпня 1990    | Паломарська обсерваторія                | Генрі Гольт                                     |
| 15723 Джирравін (Girraween)        | 1990 SA2             | 20 вересня 1990   | Обсерваторія Ґейсей                     | Тсутому Секі                                    |
| 15724 Ціллє (Zille)                | 1990 TW3             | 12 жовтня 1990    | Обсерваторія Карла Шварцшильда          | Ф. Бернґен, Лутц Шмадель                        |
| (15725) 1990 TX4                   | 1990 TX4             | 9 жовтня 1990     | Обсерваторія Сайдинг-Спрінг             | Роберт Макнот                                   |
| (15726) 1990 TG5                   | 1990 TG5             | 9 жовтня 1990     | Обсерваторія Сайдинг-Спрінг             | Роберт Макнот                                   |
| 15727 Янморісон (Ianmorison)       | 1990 TO9             | 10 жовтня 1990    | Обсерваторія Карла Шварцшильда          | Лутц Шмадель, Ф. Бернґен                        |
| 15728 Карлмай (Karlmay)            | 1990 TG11            | 11 жовтня 1990    | Обсерваторія Карла Шварцшильда          | Ф. Бернґен, Лутц Шмадель                        |
| 15729 Юмікойтахана (Yumikoitahana) | 1990 UB              | 16 жовтня 1990    | Обсерваторія Кітамі                     | Ацусі Такагасі, Кадзуро Ватанабе                |
| (15730) 1990 UA1                   | 1990 UA1             | 20 жовтня 1990    | Обсерваторія Дінік                      | Ацуші Суґіе                                     |
| (15731) 1990 UW2                   | 1990 UW2             | 16 жовтня 1990    | Гарвардська обсерваторія                | Обсерваторія Ок-Ридж                            |
| 15732 Вітусберинг (Vitusbering)    | 1990 VZ5             | 15 листопада 1990 | Обсерваторія Ла-Сілья                   | Ерік Вальтер Ельст                              |
| (15733) 1990 VB6                   | 1990 VB6             | 15 листопада 1990 | Обсерваторія Ла-Сілья                   | Ерік Вальтер Ельст                              |
| (15734) 1990 WV1                   | 1990 WV1             | 18 листопада 1990 | Обсерваторія Ла-Сілья                   | Ерік Вальтер Ельст                              |
| 15735 Andakerkhoven                | 1990 WF2             | 18 листопада 1990 | Обсерваторія Ла-Сілья                   | Ерік Вальтер Ельст                              |
| (15736) 1990 XN                    | 1990 XN              | 8 грудня 1990     | Обсерваторія Кітамі                     | Кін Ендате, Кадзуро Ватанабе                    |
| (15737) 1991 CL                    | 1991 CL              | 5 лютого 1991     | Обсерваторія Йорії                      | Масару Араї, Хіроші Морі                        |
| (15738) 1991 DP                    | 1991 DP              | 21 лютого 1991    | Обсерваторія Карасуяма                  | Шіґеру Інода, Такеші Урата                      |
| 15739 Matsukuma                    | 1991 ER              | 9 березня 1991    | Обсерваторія Ґейсей                     | Тсутому Секі                                    |
| 15740 Хякуманґоку (Hyakumangoku)   | 1991 EG1             | 15 березня 1991   | Обсерваторія Кітамі                     | Кін Ендате, Кадзуро Ватанабе                    |
| (15741) 1991 GZ6                   | 1991 GZ6             | 8 квітня 1991     | Обсерваторія Ла-Сілья                   | Ерік Вальтер Ельст                              |
| (15742) 1991 LB4                   | 1991 LB4             | 6 червня 1991     | Обсерваторія Ла-Сілья                   | Ерік Вальтер Ельст                              |
| (15743) 1991 ND7                   | 1991 ND7             | 12 липня 1991     | Обсерваторія Ла-Сілья                   | Анрі Дебеонь                                    |
| (15744) 1991 PU                    | 1991 PU              | 5 серпня 1991     | Паломарська обсерваторія                | Генрі Гольт                                     |
| 15745 Yuliya                       | 1991 PM5             | 3 серпня 1991     | Обсерваторія Ла-Сілья                   | Ерік Вальтер Ельст                              |
| (15746) 1991 PN8                   | 1991 PN8             | 5 серпня 1991     | Паломарська обсерваторія                | Генрі Гольт                                     |
| (15747) 1991 RW23                  | 1991 RW23            | 11 вересня 1991   | Паломарська обсерваторія                | Генрі Гольт                                     |
| (15748) 1991 RG25                  | 1991 RG25            | 11 вересня 1991   | Паломарська обсерваторія                | Генрі Гольт                                     |
| (15749) 1991 VT1                   | 1991 VT1             | 5 листопада 1991  | Обсерваторія Одзіма                     | Акіра Наторі, Такеші Урата                      |
| (15750) 1991 VJ4                   | 1991 VJ4             | 9 листопада 1991  | Обсерваторія Дінік                      | Ацуші Суґіе                                     |
| (15751) 1991 VN4                   | 1991 VN4             | 10 листопада 1991 | Обсерваторія Кійосато                   | Сатору Отомо                                    |
| 15752 Елюар (Eluard)               | 1992 BD2             | 30 січня 1992     | Обсерваторія Ла-Сілья                   | Ерік Вальтер Ельст                              |
| (15753) 1992 DD10                  | 1992 DD10            | 29 лютого 1992    | Обсерваторія Ла-Сілья                   | UESAC                                           |
| (15754) 1992 EP                    | 1992 EP              | 7 березня 1992    | Обсерваторія Кушіро                     | Сейджі Уеда, Хіроші Канеда                      |
| (15755) 1992 ET5                   | 1992 ET5             | 2 березня 1992    | Обсерваторія Ла-Сілья                   | UESAC                                           |
| (15756) 1992 ET9                   | 1992 ET9             | 2 березня 1992    | Обсерваторія Ла-Сілья                   | UESAC                                           |
| (15757) 1992 EJ13                  | 1992 EJ13            | 2 березня 1992    | Обсерваторія Ла-Сілья                   | UESAC                                           |
| (15758) 1992 FT1                   | 1992 FT1             | 30 березня 1992   | Обсерваторія Кійосато                   | Сатору Отомо                                    |
| (15759) 1992 GM4                   | 1992 GM4             | 4 квітня 1992     | Обсерваторія Ла-Сілья                   | Ерік Вальтер Ельст                              |
| (15760) 1992 QB1                   | 1992 QB1             | 30 серпня 1992    | Обсерваторія Мауна-Кеа                  | Джуїтт Девід, Джейн Лу                          |
| 15761 Шумі (Schumi)                | 1992 SM16            | 24 вересня 1992   | Обсерваторія Карла Шварцшильда          | Лутц Шмадель, Ф. Бернґен                        |
| 15762 Рюгман (Ruhmann)             | 1992 SR24            | 21 вересня 1992   | Обсерваторія Карла Шварцшильда          | Ф. Бернґен                                      |
| (15763) 1992 UO5                   | 1992 UO5             | 26 жовтня 1992    | Обсерваторія Кітамі                     | Кін Ендате, Кадзуро Ватанабе                    |
| (15764) 1992 UL8                   | 1992 UL8             | 31 жовтня 1992    | Обсерваторія Яцуґатаке-Кобутізава       | Йошіо Кушіда, Осаму Мурамацу                    |
| (15765) 1992 WU1                   | 1992 WU1             | 18 листопада 1992 | Обсерваторія Дінік                      | Ацуші Суґіе                                     |
| 15766 Страленберґ (Strahlenberg)   | 1993 BD13            | 22 січня 1993     | Обсерваторія Ла-Сілья                   | Ерік Вальтер Ельст                              |
| (15767) 1993 FN7                   | 1993 FN7             | 17 березня 1993   | Обсерваторія Ла-Сілья                   | UESAC                                           |
| (15768) 1993 FW11                  | 1993 FW11            | 17 березня 1993   | Обсерваторія Ла-Сілья                   | UESAC                                           |
| (15769) 1993 FP23                  | 1993 FP23            | 21 березня 1993   | Обсерваторія Ла-Сілья                   | UESAC                                           |
| (15770) 1993 FL29                  | 1993 FL29            | 21 березня 1993   | Обсерваторія Ла-Сілья                   | UESAC                                           |
| (15771) 1993 FS34                  | 1993 FS34            | 19 березня 1993   | Обсерваторія Ла-Сілья                   | UESAC                                           |
| (15772) 1993 FW34                  | 1993 FW34            | 19 березня 1993   | Обсерваторія Ла-Сілья                   | UESAC                                           |
| (15773) 1993 FO37                  | 1993 FO37            | 19 березня 1993   | Обсерваторія Ла-Сілья                   | UESAC                                           |
| (15774) 1993 FK38                  | 1993 FK38            | 19 березня 1993   | Обсерваторія Ла-Сілья                   | UESAC                                           |
| (15775) 1993 FA49                  | 1993 FA49            | 19 березня 1993   | Обсерваторія Ла-Сілья                   | UESAC                                           |
| (15776) 1993 KO                    | 1993 KO              | 20 травня 1993    | Обсерваторія Кійосато                   | Сатору Отомо                                    |
| (15777) 1993 LF                    | 1993 LF              | 14 червня 1993    | Паломарська обсерваторія                | Генрі Гольт                                     |
| (15778) 1993 NH                    | 1993 NH              | 15 липня 1993     | Паломарська обсерваторія                | Е. Гелін                                        |
| 15779 Скоттробертс (Scottroberts)  | 1993 OA3             | 26 липня 1993     | Паломарська обсерваторія                | Керолін Шумейкер, Девід Леві                    |
| (15780) 1993 OO3                   | 1993 OO3             | 20 липня 1993     | Обсерваторія Ла-Сілья                   | Ерік Вальтер Ельст                              |
| (15781) 1993 OJ7                   | 1993 OJ7             | 20 липня 1993     | Обсерваторія Ла-Сілья                   | Ерік Вальтер Ельст                              |
| (15782) 1993 ON8                   | 1993 ON8             | 20 липня 1993     | Обсерваторія Ла-Сілья                   | Ерік Вальтер Ельст                              |
| (15783) 1993 PZ2                   | 1993 PZ2             | 14 серпня 1993    | Коссоль                                 | Ерік Вальтер Ельст                              |
| (15784) 1993 QZ                    | 1993 QZ              | 20 серпня 1993    | Паломарська обсерваторія                | Е. Гелін                                        |
| 15785 de Villegas                  | 1993 QO3             | 18 серпня 1993    | Коссоль                                 | Ерік Вальтер Ельст                              |
| (15786) 1993 RS                    | 1993 RS              | 15 вересня 1993   | Обсерваторія Кітамі                     | Кін Ендате, Кадзуро Ватанабе                    |
| (15787) 1993 RY7                   | 1993 RY7             | 15 вересня 1993   | Обсерваторія Ла-Сілья                   | Ерік Вальтер Ельст                              |
| (15788) 1993 SB                    | 1993 SB              | 16 вересня 1993   |                                         |                                                 |
| (15789) 1993 SC                    | 1993 SC              | 17 вересня 1993   | Обсерваторія Ла-Пальма                  | Айван Вільямс, Алан Фітцсіммонс, Донал О'Кіллей |
| 15790 Keizan                       | 1993 TC              | 8 жовтня 1993     | Каґошіма                                | Масару Мукаї, Масанорі Такеїші                  |
| (15791) 1993 TM1                   | 1993 TM1             | 15 жовтня 1993    | Обсерваторія Кітамі                     | Кін Ендате, Кадзуро Ватанабе                    |
| (15792) 1993 TS15                  | 1993 TS15            | 9 жовтня 1993     | Обсерваторія Ла-Сілья                   | Ерік Вальтер Ельст                              |
| (15793) 1993 TG19                  | 1993 TG19            | 9 жовтня 1993     | Обсерваторія Ла-Сілья                   | Ерік Вальтер Ельст                              |
| (15794) 1993 TG31                  | 1993 TG31            | 9 жовтня 1993     | Обсерваторія Ла-Сілья                   | Ерік Вальтер Ельст                              |
| (15795) 1993 TY38                  | 1993 TY38            | 9 жовтня 1993     | Обсерваторія Ла-Сілья                   | Ерік Вальтер Ельст                              |
| (15796) 1993 TZ38                  | 1993 TZ38            | 9 жовтня 1993     | Обсерваторія Ла-Сілья                   | Ерік Вальтер Ельст                              |
| (15797) 1993 UD3                   | 1993 UD3             | 22 жовтня 1993    | Нюкаса                                  | Масанорі Хірасава, Шохеї Судзукі                |
| (15798) 1993 VZ4                   | 1993 VZ4             | 14 листопада 1993 | Нюкаса                                  | Масанорі Хірасава, Шохеї Судзукі                |
| (15799) 1993 XN                    | 1993 XN              | 8 грудня 1993     | Обсерваторія Оїдзумі                    | Такао Кобаяші                                   |
| (15800) 1993 XP                    | 1993 XP              | 8 грудня 1993     | Обсерваторія Оїдзумі                    | Такао Кобаяші                                   |

| ← Астероїди 10001—20000 → |             |             |             |             |             |             |             |             |             |
| 10001—10100               | 11001—11100 | 12001—12100 | 13001—13100 | 14001—14100 | 15001—15100 | 16001—16100 | 17001—17100 | 18001—18100 | 19001—19100 |
| 10101—10200               | 11101—11200 | 12101—12200 | 13101—13200 | 14101—14200 | 15101—15200 | 16101—16200 | 17101—17200 | 18101—18200 | 19101—19200 |
| 10201—10300               | 11201—11300 | 12201—12300 | 13201—13300 | 14201—14300 | 15201—15300 | 16201—16300 | 17201—17300 | 18201—18300 | 19201—19300 |
| 10301—10400               | 11301—11400 | 12301—12400 | 13301—13400 | 14301—14400 | 15301—15400 | 16301—16400 | 17301—17400 | 18301—18400 | 19301—19400 |
| 10401—10500               | 11401—11500 | 12401—12500 | 13401—13500 | 14401—14500 | 15401—15500 | 16401—16500 | 17401—17500 | 18401—18500 | 19401—19500 |
| 10501—10600               | 11501—11600 | 12501—12600 | 13501—13600 | 14501—14600 | 15501—15600 | 16501—16600 | 17501—17600 | 18501—18600 | 19501—19600 |
| 10601—10700               | 11601—11700 | 12601—12700 | 13601—13700 | 14601—14700 | 15601—15700 | 16601—16700 | 17601—17700 | 18601—18700 | 19601—19700 |
| 10701—10800               | 11701—11800 | 12701—12800 | 13701—13800 | 14701—14800 | 15701—15800 | 16701—16800 | 17701—17800 | 18701—18800 | 19701—19800 |
| 10801—10900               | 11801—11900 | 12801—12900 | 13801—13900 | 14801—14900 | 15801—15900 | 16801—16900 | 17801—17900 | 18801—18900 | 19801—19900 |
| 10901—11000               | 11901—12000 | 12901—13000 | 13901—14000 | 14901—15000 | 15901—16000 | 16901—17000 | 17901—18000 | 18901—19000 | 19901—20000 |